# Robert Chojnacki
Robert Chojnacki (ur. 5 listopada 1958 w Warszawie) – polski muzyk, kompozytor, instrumentalista. Członek Akademii Fonograficznej ZPAV.

## Życiorys
Ukończył średnią szkołę muzyczną. Przed rozpoczęciem ogólnopolskiej kariery grał w zespołach Pulsar, Radar i Five, a także grał w orkiestrze Teatru Syrena. W latach 1987–2006 był członkiem zespołu De Mono, w którym grał na saksofonie oraz na instrumentach perkusyjnych. W czasach sporu o nazwę grupy (kiedy to od 2008 do 2020, dwa zespoły grały równolegle pod tym samym szyldem), Chojnacki znalazł się w składzie skompletowanym przez Marka Kościkiewicza.
Od 1995 występuje również jako artysta solowy. Zadebiutował albumem Sax & Sex (1995), który promował singlami: „Budzikom śmierć”, „Niecierpliwi” i „Prawie do nieba” nagranymi z Andrzejem Piasecznym. Na fali powodzenia albumu powstały dwie kolejne płyty: Sax & Dance (1996) z remiksami utworów z Sax & Sex oraz Big Beat (1997), na którym zaśpiewał Maciej Molęda. W kolejnych latach nagrał jeszcze dwa albumy solowe: Saxophonic (2006) i Piątka (2016).
W 1996 był nominowany do Fryderyków w czterech kategoriach: fonograficzny debiut roku, kompozytor roku, album roku – pop (Sax & Sex) i album roku – muzyka taneczna (Sax & Dance), zdobywając nagrodę w ostatniej kategorii. W 2000 skomponowany przez niego utwór „Zapomnieć” (zaśpiewany przez Tomasza Zabiegałowskiego) zdobył nagrodę dziennikarzy na 38. Krajowym Festiwalu Piosenki Polskiej w Opolu, a w 2001 Andrzej Piaseczny reprezentował Polskę ze skomponowanym przez Chojnackiego utworem „2 Long” w finale 46. Konkursu Piosenki Eurowizji. W 2011 zajął dziewiąte miejsce z utworem „Ja i ty (gdy zgasną światła)”, nagranym z projektem Formuła RC, w finale Krajowych Eliminacji do Konkursu Piosenki Eurowizji.
W wyborach prezydenckich w 2025 został członkiem komitetu poparcia Artura Bartoszewicza.

## Dyskografia
Albumy solowe
| Tytuł       | Dane dot. albumu                                            | Sprzedaż         | Certyfikat                |
| ----------- | ----------------------------------------------------------- | ---------------- | ------------------------- |
| Sax & Sex   | - Data: 5 listopada 1995 - Wydawca: Box Music               | - POL: 400 tys.+ | - POL: 2x platynowa płyta |
| Sax & Dance | - Data: 1996 - Wydawca: Box Music                           |                  |                           |
| Big Beat    | - Data: 9 sierpnia 1997 - Wydawca: Box Music                | POL: 100 tys.+   | POL: platynowa płyta      |
| Saxophonic  | - Data: 16 października 2006 - Wydawca: Mister Sax          |                  |                           |
| The Best of | - Data: 27 listopada 2009 - Wydawca: Universal Music Polska |                  |                           |
| Piątka      | - Data: 10 listopada 2016 - Wydawca: Polskie Radio          |                  |                           |

Single
| „Budzikom śmierć" (gościnnie: Andrzej Piaseczny, Kayah) | 1995 | 3  | 3  | 2  | Sax & Sex  |
| „Niecierpliwi” (gościnnie: Andrzej Piaseczny)           | 1995 | 1  | 1  | 1  | Sax & Sex  |
| „Prawie do nieba” (gościnnie: Andrzej Piaseczny)        | 1996 | 5  | 10 | 1  | Sax & Sex  |
| „Sax & Sex”                                             | 1996 | –  | –  | –  | Sax & Sex  |
| „Wielka strata” (gościnnie: Andrzej Piaseczny)          | 1996 | –  | 32 | 12 | Sax & Sex  |
| „Wianek z gwiazd” (gościnnie: Maciej Molęda)            | 1997 | –  | 43 | –  | Big Beat   |
| „I Love You do bólu” (gościnnie: Maciej Molęda)         | 1997 | –  | 31 | 3  | Big Beat   |
| „Kiedy patrzysz na mnie” (gościnnie: Maciej Molęda)     | 1997 | –  | 42 | 16 | Big Beat   |
| „Zapomnieć” (oraz Tomasz Zabiegałowski)                 | 2000 | –  | 40 | –  | –          |
| „2 Long” (oraz Piasek)                                  | 2001 | –  | –  | –  | –          |
| „Będziesz znów” (gościnnie: Andrzej Piaseczny)          | 2006 | 28 | –  | –  | Saxophonic |
| „–” singel nie był notowany.                            |      |    |    |    |            |

## Nagrody i wyróżnienia
| Rok  | Kategoria                    | Tytułem     | Nagroda        | Nota | Źródło |
| ---- | ---------------------------- | ----------- | -------------- | ---- | ------ |
| 1996 | Album roku – muzyka taneczna | Sax & Dance | Fryderyki 1996 | Laur | [ 24 ] |